# Romanów (gmina Sosnówka)
Romanów – wieś w Polsce położona w województwie lubelskim, w powiecie bialskim, w gminie Sosnówka.

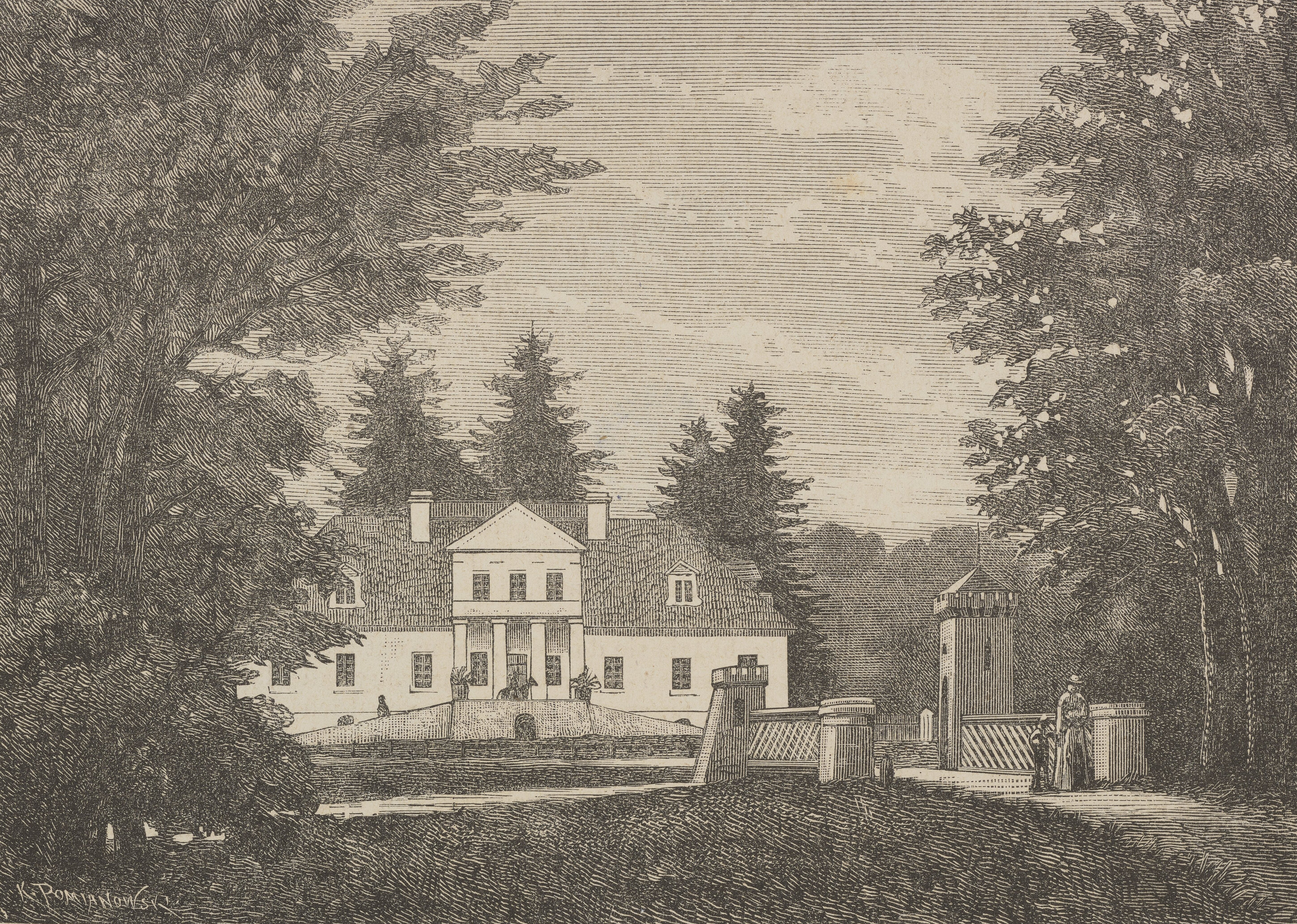
Dwór w Romanowie przed 1890

W latach 1867–1933 miejscowość była siedzibą gminy Romanów. W latach 1975–1998 miejscowość należała administracyjnie do województwa bialskopodlaskiego.
Wieś jest sołectwem w gminie Sosnówka. Według Narodowego Spisu Powszechnego z roku 2011 wieś liczyła 149 mieszkańców i była dziewiątą co do wielkości miejscowością gminy.
We wsi znajduje się Muzeum Józefa Ignacego Kraszewskiego.
Wierni Kościoła rzymskokatolickiego należą do parafii Narodzenia Najświętszej Maryi Panny w Motwicy.